# Çağla Kubat
Çağla Kubat (İzmir, 16 de noviembre de 1978) es una modelo, actriz y windsurfer turca, miembro del equipo de Windsurf Fenerbahçe SW. Nació en İzmir. Se graduó en el Liceo Italiano y en la Universidad Técnica de Estambul en Ingeniería Mecánica. Fue la primera finalista del concurso de belleza Miss Turquía en 2002 y representó a su país en Miss Universo ese mismo año. Como windsurfer ganó el Campeonato Europeo de Eslalon en 2005.
Incursionó en la televisión turca actuando en las series Sağır Oda en 2006 y Kuzey Rüzgarı junto a Kadir İnanır y Oktay Kaynarca en 2007. Se casó con el surfista estadounidense Jimmy Diaz el 21 de septiembre de 2013.